# فيديريكو دي روبرتس
فيديريكو دي روبرتس (بالإيطالية: Federico De Robertis) هو موسيقي وملحن ومنتج تسجيلات إيطالي. ولد بتاريخ 5 يونيو 1962 في لكة في إقليم توسكانا في إيطاليا.
كتب موسيقى أفلام أخرجها المخرج الإيطالي غابرييلي سلفاتوريس [الإنجليزية] وكذلك المخرجين فانزينا.